# BG-Mamma
BG-Mamma.com е български портал за бременност и майчинство, създаден през 2002 г. от Марина Кузманова. Сайтът се е утвърдил като общност на майки в България и форум за споделяне на лични мнения, опит и препоръки между родители.
Сайтът съдържа над 500 теми свързани не само със зачеването, майчинството и възпитанието на децата, а и много други. През годините той се разраства до платформа, в която потребителите силно се интересуват и от красота, кулинария, здраве и туризъм.
Поддържа се актуален справочник за лекари-педиатри и болници, млечни кухни, детски ясли и градини, и търговски артикули, необходими при отглеждането на бебетата.
Сред акцентите на сайта са:
- калкулатор за изчисляване на термина на раждане,
- имунизационен календар,
- богат именник с етимологиите на имената,
- рубрики с детски приказки, песнички и стихчета.

## История
Сайтът е създаден от родителска двойка, известни като Mamma и Tatti като своеобразно продължение на клуба на Дир.бг „Бъдещи и настоящи майки“.
Сайтът е подкрепял и дал начало на много благотворителни инициативи. От група посетителки на форума, които заедно посещават домове за деца без родители, през 2003 година се заражда организацията Фондация „Движение на българските майки“.
През декември 2008 г. в сайта става съдружник компанията „Нет ентъртейнмънт груп“, регистрирана на 15 октомври 2008 г. със собственици Иван Николов и Ивалина Евлогиева.

## Награди
През октомври 2003 г. сайтът получава наградата на публиката в категория „Онлайн библиотека“ в петото издание на конкурса „БГСайт“.
През ноември 2011 г. сайтът получава наградата на публиката в категория „Кауза, събитие, общност“ в дванадесетото издание на конкурса „БГСайт“.